# Hello! Pro研修生
Hello! Pro研修生舊稱Hello! Pro EGG，早安家族成員，為正式成員以外的「練習生」，現在共有19人(Hello! Pro研修生19人、Hello! Pro研修生北海道0人)。
她們以「正式出道」為目標進行歌舞表演的研習訓練，也常在早安家族的聯合演唱會與各團體的演唱會中擔任伴舞或串場的角色。

## 成員

### Hello!Pro研修生
- 以加入的時間先後做為區分，並非官方排定之期數。

| 期數 | 加入日期  | 姓名       | 平假名          | 出身地   | 生日           | 年齡 | 身高 | 血型 | 暱稱 | 備註                                     |
| ---- | --------- | ---------- | --------------- | -------- | -------------- | ---- | ---- | ---- | ---- | ---------------------------------------- |
| 36期 | 2024年2月 | 浅野優莉花 | あさの ゆりか   | 神奈川縣 | 2009年7月31日  | 15   |      | O    |      |                                          |
| 36期 | 2024年2月 | 宮越千尋   | みやこし ちひろ | 東京都   | 2010年8月27日  | 14   |      | B    |      |                                          |
| 36期 | 2024年2月 | 西村乙輝   | にしむら いつき | 神奈川縣 | 2010年10月15日 | 14   |      | A    |      | 2024稲場愛香・小片リサ賞、2025最佳表演賞 |
| 36期 | 2024年2月 | 大坪茉乃   | おおつぼ まの   | 神奈川縣 | 2011年6月22日  | 14   |      | O    |      |                                          |
| 36期 | 2024年2月 | 吉田光里   | よしだ ひかり   | 東京都   | 2011年10月1日  | 13   |      | 不明 |      | 2024歌唱賞                               |
| 36期 | 2024年2月 | 杉原明紗   | すぎはら めいさ | 兵庫縣   | 2011年12月20日 | 13   |      | 不明 |      | 2024舞蹈賞                               |
| 36期 | 2024年2月 | 服部琉愛   | はっとり るあ   | 愛知縣   | 2013年2月7日   | 12   |      | B    |      |                                          |
| 37期 | 2025年2月 | 長野桃羽   | ながの ももは   | 福岡縣   | 2010年5月13日  | 15   |      | A    |      | 2025舞蹈賞                               |
| 37期 | 2025年2月 | 坂本葵花   | さかもと あおい | 神奈川縣 | 2013年4月7日   | 12   |      | O    |      | 2025竹内朱莉賞                           |
| 37期 | 2025年2月 | 鈴木もあ   | すずき もあ     | 神奈川縣 | 2013年4月12日  | 12   |      | A    |      |                                          |
| 37期 | 2025年2月 | 石川華望   | いしかわ はなの | 廣島縣   | 2013年9月9日   | 11   |      | A    |      |                                          |
| 37期 | 2025年2月 | 根本花凛   | ねもと かりん   | 神奈川縣 | 2014年3月22日  | 11   |      | O    |      | 2025石田亜佑美賞                         |
| 37期 | 2025年2月 | 大野愛莉   | おおの あいり   | 東京都   | 2014年6月25日  | 11   |      | AB   |      |                                          |
| 37期 | 2025年2月 | 樋口愛海   | ひぐち あいか   | 東京都   | 2014年9月3日   | 10   |      | O    |      |                                          |
| 37期 | 2025年2月 | 染谷彩良   | そめや さら     | 茨城縣   | 2015年2月12日  | 10   |      | AB   |      |                                          |
| 38期 | 2025年5月 | 青木優奈   | あおき ゆうな   | 兵庫縣   | 2014年1月7日   | 11   |      | A    |      |                                          |

### Hello!Pro研修生北海道
| 期數 | 加入日期 | 姓名 | 平假名 | 生日 | 年齡 | 血型 | 備註 |
| ---- | -------- | ---- | ------ | ---- | ---- | ---- | ---- |
|      |          |      |        |      |      |      |      |

### 過去的成員(未升格為H!P正式成員者)
1期（2004年）
- 大柳まほ
- 川島幸：1986年8月26日出生。2005年9月14日離開。
- 橋田三令：1992年4月28日出生，千葉縣人。2007年6月10日活動終止；2008年8月重新開始演藝活動。
- 田中杏里：1991年4月25日出生，埼玉縣人。2006年7月畢業，2012年參加埼玉當地偶像甄選會合格。
- 湯德步美：1993年10月19日出生，東京都人。2007年11月30日發表引退。
- 武藤水華：1992年1月31日出生，埼玉縣人。2008年4月30日發表引退。
- 青木英里奈：1990年4月16日出生，埼玉縣人。2009年1月畢業。
- 澤田由梨（音樂GATAS）：1991年11月25日出生，千葉縣人。2009年8月30日畢業。
- 能登有沙（音樂GATAS）：1988年12月26日出生，千葉縣人。2009年9月23日畢業，現為聲優、歌手活動中。
- 西念未彩：1993年6月22日出生，東京都人。2010年6月畢業。
- 前田彩里：1997年5月7日出生，兵庫縣人。2010年10月畢業，2011年加入『Nゼロ』（元AKBN 0）第五期，2012年退出進行solo活動。
- 岡井明日菜：1996年5月14日出生，埼玉縣人。是℃-ute成員岡井千聖的妹妹。2010年11月28日畢業。
- 北原沙彌香：1993年11月29日出生，埼玉縣人。2011年3月9日畢業，現solo活動中。

2期（2007年）
- 小倉愛實：1991年7月13日出生，東京都人。
- 古峰桃香：1994年6月27日出生，東京都人。2010年6月畢業。

3期（2007年4月）
- 吉川友：1992年5月1日出生，茨城縣人。2010年12月24日畢業，並成為「Hello! Project 2011 WINTER 〜歓迎新鮮まつり〜」的暖場嘉賓。現為個人歌手。

4期（2008年3月）
- 金子りえ：1997年7月1日出生，神奈川縣人。身高158公分，血型A型。在前輩們都畢業後成為最資深者，因而自稱是研修生隊長[3]。2013年12月21日畢業，2014年5月表示將準備出國留學。

6期（2009年4月）
- 瀨崎あずさ：1990年4月16日出生。

7期（2009年6月）
- 平野智美：1984年1月27日出生。2010年11月28日畢業。

9期（2010年2月）
- 田邊奈菜美：1999年11月10日出生，神奈川縣人。身高162公分，血型A型。「しゅごキャラエッグ！」2期，曾獲得2013年實力公開診斷第一名。2014年11月畢業。

10期（2010年3月）
- 木澤瑠那：1996年9月6日出生。2010年11月28日畢業，為團體『スマイル学園』2012新入學生。
- 長澤和奏：1996年11月8日出生，岩手縣人。2011年9月11日畢業，現為團體『さくらガールズ』成員活動中。

11期（2011年2月）
- 吉橋くるみ：1999年9月22日出生，千葉縣人。身高156公分，血型A型。曾獲2014年實力公開診斷舞蹈特別賞。2014年11月研修活動結束。

12期（2011年7月）
- 茂木美奈實：1999年1月14日出生。2013年2月研修活動結束。
- 大塚愛菜：1998年4月3日出生。2013年2月宣布組成Juice=Juice；同年7月5日（出道前）官網發表退出聲明，因此未歸入H!P正式成員。

13期（2011年9月）最後的EGG期
- 山賀香菜惠：1995年5月15日出生。2012年8月研修活動結束。

14期（2012年2月）研修生期開始
- 小數賀芙由香：1997年11月19日出生，神奈川縣人。身高162公分，血型O型。2011年8月14日成為S/mileage準成員，因病休養而退出，後加入研修生。2014年5月研修活動結束。

15期（2012年3月）
- 岡村里星：1998年7月28日出生。2013年6月研修活動結束。

19期（2013年5月）
- 真城佳奈：1999年8月29日出生。2013年10月研修活動結束。
- 田中可戀：1997年12月24日出生。2014年9月研修活動結束。
- 三瓶海南：1998年8月28日出生。2015年3月研修活動結束。
- 井上ひかる：2000年8月31日出生，三重縣人，2018年5月研修活動結束。

20期（2013年9月）
- 大浦央菜：2000年9月10日出生，東京都人。身高144公分（當時），血型A型。為早安12期「未來少女」最終合宿選拔成員。2014年9月研修活動結束。
- 橫川夢衣：1999年3月14日出生，京都府人。身高156公分（當時），血型A型。為早安12期「未來少女」最終合宿選拔成員。2016年9月研修活動結束。

21期（2014年5月）
- 齊藤夏奈：2001年8月26日出生，埼玉縣人。身高148公分（當時）。2015年5月研修活動結束。
- 竹村未羽: 2001年4月28日出生，岐阜縣人。2015年3月研修活動結束。

22期（2014年11月）
- 橋本渚：1997年7月3日出生，神奈川縣人。身高151公分，血型AB型。原Nice Girl Trainee。2016年9月研修活動結束。
- 島野萌萌子：1999年5月31日出生，埼玉縣人。身高165公分，血型O型。原Nice Girl Trainee。2016年9月研修活動結束。
- 堀江葵月：1998年5月14日出生，東京都人。身高155公分，曾獲得2015年實力公開診斷個性賞、2017實力公開診斷舞蹈賞。原Nice Girl Trainee。2018年9月研修活動結束。

24期（2015年4月）
- 岡本帆乃花：2004年2月28日出生，愛知縣人。身高147公分（當時）。2015年11月研修活動結束。
- 仲野りおん:2001年9月5日出生，埼玉縣人。身高145公分（當時）。2016年9月研修活動結束。
- 金津美月：2002年10月9日出生，東京都人。身高150公分，血型O型。2018年9月研修活動結束。

25期（2016年1月）
- 野口胡桃：2001年8月29日出生，大阪府人。2018年11月研修活動結束。
- 兒玉咲子：2003年3月29日出生，三重縣人。2019年1月研修活動結束。
- 小野琴己：2002年10月7日出生，東京都人。2019年7月研修活動結束。

北海道 1期(2016年7月)
- 北川亮：2004年6月29日出生，北海道人。2018年4月研修活動結束。
- 佐藤光：2004年4月19日出生，北海道人。2019年7月研修活動結束。
- 河野みのり：2004年4月23日出生，北海道人。2021年3月研修活動結束。

26期（2016年9月）
- 吉田真理惠：2003年4月29日出生，東京都人。2017年3月研修活動結束。

27期（2017年3月）
- 日比麻里那：2002年12月17日出生，大阪府人。2018年11月研修活動結束。
- 土居麗菜：2004年9月1日出生，大阪府人。2018年11月研修活動結束。
- 山田莓：2005年7月15日出生，靜岡縣人。2021年4月研修活動結束。

28期（2017年12月）
- 後藤咲香：2003年8月31日出生，大分縣人。2017年12月研修活動結束。
- 橋本桃呼：2003年6月28日出生，山口縣人。2018年4月研修活動結束。
- 出頭杏奈：2005年3月8日出生，千葉縣人。2019年7月研修活動結束。
- 金光留留：2005年9月2日出生，東京都人。2019年12月研修活動結束。

29期（2018年11月）
- 楠萌生：2004年11月10日出生，大阪府人。2019年3月研修活動結束。

北海道 2期(2019年8月)
- 橋本莉莉花：2004年11月1日出生，北海道人。2020年4月研修活動結束。

北海道 3期(2019年12月)
- 澁谷妃菜：2008年12月11日出生，北海道人。2020年4月研修活動結束。
- 西村風凜：2005年11月16日出生，北海道人。2021年3月研修活動結束。

33期（2022年2月）
- 前島花凛：2009年8月22日出生，大阪府人。2022年5月研修活動結束。

35期（2023年3月）
- 河野空愛 ：2006年10月6日出生，福岡縣人，2024年12月研修活動結束。
- 牧野永愛：2009年12月26日出生，大阪府人。2025年5月研修活動結束。

### 成為Hello! Project的正式成員
- 岡田唯，加入美勇傳，而美勇傳於2008年解散，岡田亦於2009年3月31日從Hello Project!畢業。
- 有原栞菜，加入℃-ute，於2009年7月9日從Hello! Project及℃-ute中脱退。
- 是永美記，加入音樂GATAS。
- 真野惠里菜，先加入音樂GATAS，後從團體畢業以個人名義出道，2013年2月23日自Hello! Project畢業，現為女演員。
- 早安少女組。
  - 錢琳，8期留學生，2010年12月15日從早安少女組。及Hello! Project畢業。
  - 譜久村聖，9期，早安少女組。第九代隊長，2023年11月29日從早安少女組。及Hello! Project畢業。
  - 工藤遥，10期。2017年12月11日從早安少女組。及Hello! Project畢業。
  - 小田櫻，11期。
  - 牧野真莉愛，12期。
  - 羽賀朱音，12期。
  - 加賀楓，13期，2022年12月10日從早安少女組。及Hello! Project畢業。
  - 橫山玲奈，13期。
  - 山﨑愛生，15期。
- S/mileage (現稱：ANGERME)
  - 和田彩花、前田憂佳、福田花音、小川紗季，1期。
    - 4人於2010年4月3日正式出道。
    - 小川紗季2011年8月27日從Hello! Project及S/mileage畢業。
    - 前田憂佳2011年12月31日從Hello! Project及S/mileage畢業。
    - 福田花音2015年11月29日從Hello! Project及ANGERME畢業。
    - 和田彩花2019年6月18日從Hello! Project及ANGERME畢業。

  - 竹内朱莉、勝田奈，2期。
    - 2人於2011年8月14日加入。

  - 室田瑞希、相川茉穂、佐佐木莉佳子，3期。
    - 3人於2014年10月4日加入。

  - 笠原桃奈，5期。
    - 於2016年7月16日加入。

  - 船木結、川村文乃，6期。
    - 2人於2017年6月26日加入。

  - 太田遥香，7期。
    - 於2018年11月23日加入。

  - 橋迫鈴，8期。
    - 於2019年7月3日加入。

  - 為永幸音，9期。
    - 於2020年11月2日加入。

  - 平山遊季，10期。
    - 於2021年12月30日加入。

  - 後藤花，11期。
    - 於2023年5月23日加入。

  - 下井谷幸穂, 11期。
    - 於2023年5月23日加入。
- Juice=Juice
  - 宮本佳林、高木紗友希、金澤朋子
    - 4人於2013年9月11日正式出道。

  - 梁川奈奈美、段原瑠瑠
    - 2人於2017年6月26日加入。

  - 工藤由愛、松永里愛
    - 2人於2019年6月14日加入。

  - 有澤一華、江端妃咲
    - 2人於2021年7月7日加入。

  - 石山咲良
    - 於2022年6月29日加入。

  - 川嶋美楓
    - 於2023年5月23日加入。

  - 林仁愛
    - 於2025年6月23日加入。
- Country Girls
  - 山木梨沙、 稻場愛香
    - 2人於2014年11月5日加入。
    - 稻場愛香2016年8月4日從Country Girls畢業。

  - 梁川奈奈美、船木結
    - 2人於2015年11月5日加入。
- Kobushi Factory
  - 浜浦彩乃、田口夏實、小川麗奈、野村みな美、和田櫻子、藤井梨央、廣瀨彩海、井上玲音
    - 2015年1月2日結成，同年9月2日正式出道。
    - 藤井梨央2017年7月6日從Hello! Project及Kobushi Factory離隊。
    - 小川麗奈2017年9月6日從Hello! Project及Kobushi Factory畢業。
    - 田口夏實2017年12月6日從Hello! Project及Kobushi Factory離隊。
- Tsubaki Factory
  - 山岸理子、岸本ゆめの、新沼希空、淺倉樹々、小片リサ、谷本安美
    - 於2015年4月29日結成

  - 小野田紗栞、小野瑞歩、秋山眞緒
    - 於2016年8月13日加入

  - 豫風瑠乃
    - 於2021年7月7日加入
- BEYOOOOONDS
  - 一岡伶奈、高瀬くるみ、清野桃々姫。
    - 2017年5月5日加入。

  - 島倉りか、西田汐里、江口紗耶、前田こころ、山﨑夢羽、岡村美波。
    - 2018年6月9日加入。
- OCHA NORMA
  - 斉藤円香、広本瑠璃、石栗奏美、米村姬良々、窪田七海、中山夏月姫、西﨑美空、北原もも。
    - 2021年12月12日結成。
- Rosy Chronicle
  - 橋田歩果、吉田姫杷、小野田華凜、村越彩菜、植村葉純、松原ユリヤ、島川波菜、上村麗菜、相馬優芽。
    - 2024年6月16日結成。

### 組成團體但未成為H!P的成員

#### アップアップガールズ（仮）
2011年3月結成。
| 期數 | 姓名 | 平假名          | 出身地   | 生日           | 年齡 | 備註                                                          |
| ---- | ---- | --------------- | -------- | -------------- | ---- | ------------------------------------------------------------- |
| 1期  |      | せんごく みなみ | 宮城縣   | 1991年4月30日  | 34   | 2010年12月21日結束研修，從Egg畢業。同時也發表舞台劇演出情報。 |
| 1期  |      | ふるかわ こなつ | 神奈川縣 | 1992年6月5日   | 33   | 2011年1月31日結束研修，從Egg畢業。同時也發表舞台劇演出情報。  |
| 1期  |      | もり さき       | 神奈川縣 | 1993年10月12日 | 31   | 2011年1月17日結束研修，從Egg畢業。同時也發表舞台劇演出情報。  |
| 1期  |      | さほ あかり     | 東京都   | 1995年6月8日   | 30   | 2011年4月18日結束研修，從Egg畢業。5月加入團體。               |
| 1期  |      | せきね あずさ   | 長野縣   | 1996年6月14日  | 29   | 2011年3月9日結束研修，從Egg畢業。                             |
| 1期  |      | あらい まなみ   | 群馬縣   | 1997年11月19日 | 27   | 2011年3月9日結束研修，從Egg畢業。                             |
| 6期  |      | さとう あやの   | 神奈川縣 | 1995年1月7日   | 30   | 2011年3月9日結束研修，從Egg畢業。                             |

#### THE ポッシボー
2006年8月結成。
| 期數 | 姓名 | 平假名                 | 出身地   | 生日           | 年齡 | 備註                                   |
| ---- | ---- | ---------------------- | -------- | -------------- | ---- | -------------------------------------- |
| 1期  |      | もろづか かなみ        | 埼玉縣   | 1989年11月1日  | 35   | 2007年10月15日從Egg畢業。              |
| 1期  |      | はしもと あいな        | 神奈川縣 | 1992年10月3日  | 32   | 2007年10月15日從Egg畢業。              |
| 1期  |      | あきやま ゆりか        | 神奈川縣 | 1992年10月19日 | 32   | 2007年10月15日從Egg畢業。              |
| 1期  |      | おかだ ロビン しょうこ | 美國     | 1993年3月15日  | 32   | 2007年10月15日從Egg畢業；9月宣布加入。 |
| 1期  |      | ごとう ゆき            | 神奈川縣 | 1993年6月12日  | 32   | 2007年10月15日從Egg畢業；9月宣布加入。 |

## 特色
- 每年3、6、9、12月皆會舉辦研修生公演，而近年來的公演場次與地點也增加許多。
- 近年來研修生成員會參與演出H!P中各團體的演唱會或活動。
- 「ハロプロ研修生 発表会 2012～12月の生タマゴShow!～」中首次演唱專屬單曲《彼女になりたいっ！！！》。於10月27日S/mileage、28日早安少女組。演唱會公演中販售[4]。
- 2013年5月5日，「ハロプロ研修生 発表会2013 ～春の公開実力診断テスト～」首次公開並開放歌迷進場觀看與投票[5]。往後每年亦是。
- 研修生會藉由參與早安少女組。、ANGERME(原S/mileage)的徵選，而升格為正式成員，或是從研修生中成立新團體，如：
  - 2009年成立S/mileage
  - 2013年成立Juice=Juice
  - 2015年成立的玉蘭花Factory及山茶花 Factory
  - 2018年成立BEYOOOOONDS
- 近年除了開放的甄選外，也會將H!P團中參加新成員選拔而落選的人員招攬至研修生中。

## 作品
ハロプロ研修生
- 單曲
  - （2012年10月27日）[6]
  - （2013年6月12日）[7]
  - （2013年12月21日）

- 配信單曲
  -  / ハロプロ研修生（2017年6月2日）
  -  / 井上玲音(こぶしファクトリー)、井上ひかる(ハロプロ研修生)（2017年6月30日）
  -  / ハロプロ研修生（2017年6月30日）
  -  / 一岡伶奈、段原瑠々、川村文乃、高瀬くるみ、清野桃々姫（2017年8月11日）
  -  / ハロプロ研修生（2017年9月8日）

- 專輯
  - ① Let's say “Hello!”（2014年11月29日）
  - Rainbow×2 （2018年7月11日）
  - 3-STARS（2021年9月29日）

ハロプロ研修生北海道
- 單曲
  - リアル☆リトル☆ガール／彼女になりたいっ!!!(ハロプロ研修生北海道 Ver.)（2017年7月5日）
  - ハンコウキ!/Ice day Party（ハロプロ研修生北海道 feat.稲場愛香）（2018年7月11日）

- 尚未音源化單曲

## 外部連結
- ハロプロ研修生 （页面存档备份，存于） - ハロー!プロジェクト オフィシャルサイト
- ハロプロ研修生北海道 （页面存档备份，存于） - ハロー!プロジェクト オフィシャルサイト
- ハロプロ研修生 （页面存档备份，存于） - UP-FRONT WORKS
- ハロプロ研修生北海道 （页面存档备份，存于） - UP-FRONT WORKS
- ハロプロ研修生オフィシャルファンクラブページ （页面存档备份，存于） - ハロー!プロジェクト オフィシャルファンクラブ
- ハロー!プロジェクト「研修生」オーディション/アップフロント「研修生」オーディション （页面存档备份，存于）
- ハロプロ研修生マネージャー的X（前Twitter）
- YouTube上的Hello! Pro研修生頻道
- ハロプロ研修生 ツアー日記 （页面存档备份，存于）